# Hrusziwka (rejon krzyworoski)
Hrusziwka (ukr. Грушівка, do 2016 Łeninśke, ukr. Ленінське) – wieś na Ukrainie, w obwodzie dniepropetrowskim, w rejonie krzyworoskim, siedziba hromady. W 2001 liczyła 3998 mieszkańców, spośród których 3709 wskazało jako ojczysty język ukraiński, 240 rosyjski, 1 mołdawski, 1 węgierski, 19 białoruski, 19 ormiański, 2 polski, 6 inny, a 1 osoba się nie zadeklarowała.